# Benito Romero de Madridejos
Benito Romero de Madridejos OFM (Madridejos, 3 de abril de 1812- Cebú, Filipinas; 7 de octubre de 1885) fue un fraile franciscano y obispo de la archidiócesis de Cebú español.  

## Biografía
Nació el 3 de abril de 1812 en Madridejos, diócesis de Toledo (España). Siendo aún muy joven y cursados los elementales estudios de Latinidad y Humanidades, visitó el convento de los Franciscanos en Arenas de San Pedro y el 25 de agosto de 1829, a los 17 años de edad, profesó en el convento de San Pedro de Alcántara de la provincia franciscana de San José. Todavía era corista cuando los Prelados de la Corporación le destinaron a Filipinas, formando parte de la misión 71.ª, que partió de Cádiz y arribó a Manila el 4 de mayo de 1833. Fue ordenado en esta ciudad. Pronto, por sus dotes intelectuales, fue nombrado Secretario de la Provincia. Recién ordenado sacerdote, es párroco de Meycauayan, provincia de Bulacán donde se entregó al estudio del tagalo, idioma difícil para los españoles que él llegó a dominar. Diecisiete años estuvo en este cargo ganando el aprecio de sus feligreses. Se recuerda la reforma de la iglesia de Meycawayan que amenazaba ruina, llegando a dotarla incluso de órgano.
Fue elegido por sus hermanos franciscanos, definidor del Capítulo celebrado en 1843 y Ministro Provincial en 1852 de la provincia franciscana de San Gregorio, dejando desde entonces la parroquia de Meycawayan. Durante el ejercicio de este cargo se fundó en Aranjuez el colegio de Misioneros, que después fue trasladado a Pastrana, en cuyo establecimiento tomó parte muy activa. Contribuyó a la magnificencia y esplendor de la fiesta celebrada en Manila con motivo de la definición dogmática de la Inmaculada Concepción. Terminado su cargo de provincial, se le nombró presidente del Hospicio de San Pascual o Procuración y en el mismo año se le confió la parroquia de Bocaue, siendo a la vez vicario foráneo del distrito. En aquella parroquia construyó escuelas. En 1867 fue elegido nuevamente provincial, cargo que desempeñó con el mismo acierto que la vez primera. Concluidos los tres años de provincial, fue destinado nuevamente como párroco a Obando, de cuyo pueblo fue sacado por tercera vez para el obispado de Cebú, vacante desde el año anterior por la muerte del obispo Jimeno. 

Una vez muerto el obispo Jimeno la República Española, sin el fiat de Pío IX, designó como obispo de Cebú (agosto del 1872) a un liberal y cismático clérigo llamado Luis Alcalá Zamora. Inició viaje a Filipinas el 22 de octubre de 1872 llegando el 14 de diciembre junto con otros 5 clérigos. Pero en este tiempo el Arzobispo de Manila, Mons. Gregorio Milton Martínez se negó a reconocer a este obispo al venir sin el nombramiento de Roma. El Capitán General de Filipinas Juan Alaminos y Vivar presionó intensamente para que el arzobispo reconociera a Alcalá Zamora, pero el Arzobispo mantuvo su decisión.
Por otra parte el párroco de Mandaue, el recoleto P. Lorenzo Mayor, quien actuaba como provisor y vicario general de Cebú, también se negó a reconocer al autoproclamado obispo Alcalá Zamora. En la llegada a Manila del obispo cismático el comandante general de las islas Visayas notificó rápidamente al P. Mayor la llegada de Zamora. Pero P. Mayor bajo su responsabilidad y habiendo recibido instrucciones del arzobispo de  Manila, insistió en negarse a reconocer a este obispo. En vista de esto, el capitán general de Manila ordenó al comandante de las Visayas ejercer toda la presión necesaria sobre el P. Mayor sobre el caso, éste, no cediendo un ápice, contestó en estos términos " Si el señor Alcalá Zamora llega a tomar posesión de la catedral, destruiremos las puertas de dicha iglesia"
El comandante de las Visayas informó al Capitán General de Manila que no sólo los eclesiásticos sino también el pueblo de Cebú estaba unido en el rechazo a Alcalá Zamora como obispo de Cebú. Se temieron grandes dificultades y violencia si el autoproclamado obispo llegara a Cebú pero una circunstancia inesperada ocurrió para Alcalá Zamora, murió de repente  en Manila el 26 de mayo de 1873. 
El gobierno siguió intentando algunos nombramientos más sin el plácet de Roma como el de Isbert, el P. Magaz,, el P. Payo que a la sazón era catedrático de Tagalo de la universidad Central en Madrid.
Fray Benito, pese a haberse negado en otras ocasiones, en esta ocasión y por las circunstancias  que se daban, aceptó la mitra.
Dio pues su asentimiento a la presentación que de él hizo el gobierno el 28 de octubre de 1875; el 26 de noviembre, un día después de recibida la noticia hizo su profesión de fe y fue preconizado por Pío IX en el consistorio habido en Roma el 28 de enero de 1876. El 11 de junio de 1878 fue solemnemente consagrado en la iglesia de S. Francisco de Manila, por el arzobispo de Manila monseñor Pedro Payo, asistiendo los obispos de Nueva Cáceres y Jaro. El 21 de junio de 1876 desembarcó en Cebú, tomando posesión al día siguiente.
Escasas fueron las mejoras materiales que este Prelado hizo durante los nueve años que ocupó la sede episcopal de Cebú; no obstante en su tiempo se levantaron en el Seminario- Colegio de San Carlos salones y mejoró los dormitorios de los seminaristas y construyó una casa de campo en Malabo como casa de vacaciones para los seminaristas y los profesores (Vicentianos) y como casa de retiros y ejercicios. Fue notable su labor evangélica, girando numerosas visitas pastorales a su diócesis, pese a su avanzada edad (60 años) y escribiendo numerosas pastorales. Obra suya de gran utilidad para el clero de la época es la recopilación e impresión de todas las pastorales, circulares, órdenes, decretos, disposiciones y otros documentos (que se pudieron encontrar pues otros ya habían desaparecido) dados por sus predecesores, mandando imprimirlo en la imprenta de Sto. Tomás de Manila, el Fiscal Eclesiástico Rdo. P. Felipe Redondo, durante los años 1883 y 1884. Fue una obra de utilidad para muchas de las parroquias que habían perdido esos documentos.

En cuanto a obras de caridad, había un hospital en Cebú para pobres enfermos fundado por el Sr. Jimeno, que al morir y agotar los fondos que había para su sostenimiento hubo que cerrarse por falta de medios. El obispo Madridejos decidió reabrirla aportando la cantidad de 40 pesos mensuales, suficiente para mantener a los primeros enfermos y a las tres primeras enfermeras contratadas que fueron sustituidas más tarde por las Hermanitas de la Madre de Dios. Cuando esta orden decidió abrir un colegio de niñas, les cedió una casa contigua al hospital, con la condición única de satisfacer su precio cuando y cómo pudieran.
El obispo Madridejos (como así se le conocía) defendió a las islas Visayas contra los recurrentes ataques de las tribus Moro visitando numerosas islas de su diócesis. El 6 de octubre de 1885, el provisor y vicario general Basilio Tecson, expidió una circular dirigida a las parroquias de Cebú en la que daba cuenta del estado grave del Ilustre enfermo, a quien la noche anterior se le había administrado el Viático, en la misma circular se mandaba a los párrocos que hiciesen rogativas públicas durante tres días y que en la misa rezasen la oración Pro infirmis expresada en singular. 
Murió el 7 de octubre de 1885 a los 73 años de edad y 9 como obispo. Llorada fue su muerte y solemnes honras fúnebres se celebraron en la Catedral al día siguiente, tributándole en su entierro los honores de Mariscal de Campo, que le concedió el Gobernador de las Islas Filipinas.  
Tras su muerte en 1889 el padre Juan Alcoseba párroco de Lawis en la isla de Bantayan, proclamó que Lawis se llamara Madridejos en honor del obispo de Cebú fray Benito Romero de Madridejos. Sus predicaciones, honestidad, diligencia, le hicieron ganarse el cariño de la gente de Lawis.